# Urbain Spaenhoven
Urbain Spaenhoven (Wilrijk, 10 november 1957) is een Belgische voetbaltrainer. Hij werkt als controleur van de stadsbelasting voor de stad Antwerpen.
Spaenhoven was van 2006 tot 2010 trainer van voetbalclub Rupel Boom FC, waarmee hij in het seizoen 2009/10 via de eindronde de promotie naar de Tweede Klasse (de EXQI League) afdwong. 
Op 2 juli 2010 raakte bekend dat hij de overstap maakt naar KV Mechelen, waar hij als assistent van hoofdtrainer Marc Brys zal functioneren.
Op 15 mei 2012 beëindigde de samenwerking tussen KV Mechelen en zowel Marc Brys als Urbain Spaenhoven.
Op 3 juni 2013, raakte bekend dat Urbain Spaenhoven de nieuwe club FCO Beerschot Wilrijk gaat trainen.
Op 21 november 2021 stelde SC Lokeren-Temse Urbain Spaenhoven aan als nieuwe trainer.
Vanaf 1 december 2023 ging hij aan de slag bij KVV Zelzate, dat uitkomt in 2de Amateur.

## Trainerscarrière
- 1989-1992 Delta Londerzeel (3 seizoenen, promotie naar 1e provinciale)
- 1992-1993 Merksem SC (1 seizoen)
- 1993-1997 KFCO Wilrijk (4 seizoenen, promotie naar 4e klasse)
- 1997-1999 Wolvertem SC (2 seizoenen)
- 1999-2001 Londerzeel SK (2 seizoenen)
- 2001-2005 KFCO Wilrijk (4 seizoenen, promotie naar 1e provinciale en 4e klasse)
- 2005-2006 Berchem Sport (1 seizoen coach, 3e plaats 4e klasse)
- 2006-2007 Berchem Sport (4 wedstrijden tot eind September (ontslag genomen))
- 2006-2010 Rupel Boom FC (4 seizoenen met promoties naar 3de en 2de klasse[1])
- 2010-2012 KV Mechelen, assistent-trainer (2 seizoenen assistent-trainer)
- 2013-2016 FCO Beerschot Wilrijk (2 seizoenen coach, kampioen 1e provinciale en kampioen 4e klasse[2])
- 2016-2018 Rupel Boom FC
- 2018-2020 Lierse Kempenzonen, trainer en technisch directeur
- 2021-2021 KVK Tienen
- 2021-2022 SC Lokeren-Temse
- 2023 KVV Zelzate

## Palmares
6x finale in verschillende reeksen van het Belgisch voetbal

### Als trainer
| Nationaal                      |    |      |
| Vierde klasse (voetbal België) | 1x | 2015 |